# Atlatonin
Atlatonin o Atlatonan era una diosa mexica de las costas y diosa madre.
Está asociada con Tezcatlipoca y algunos mitos la consideran una de sus esposas. Derivado de la raíz Atl produce también Atlacamani, la diosa de las tempestades oceánicas y Atlacoya la diosa de las sequías.